# Halo de 22°

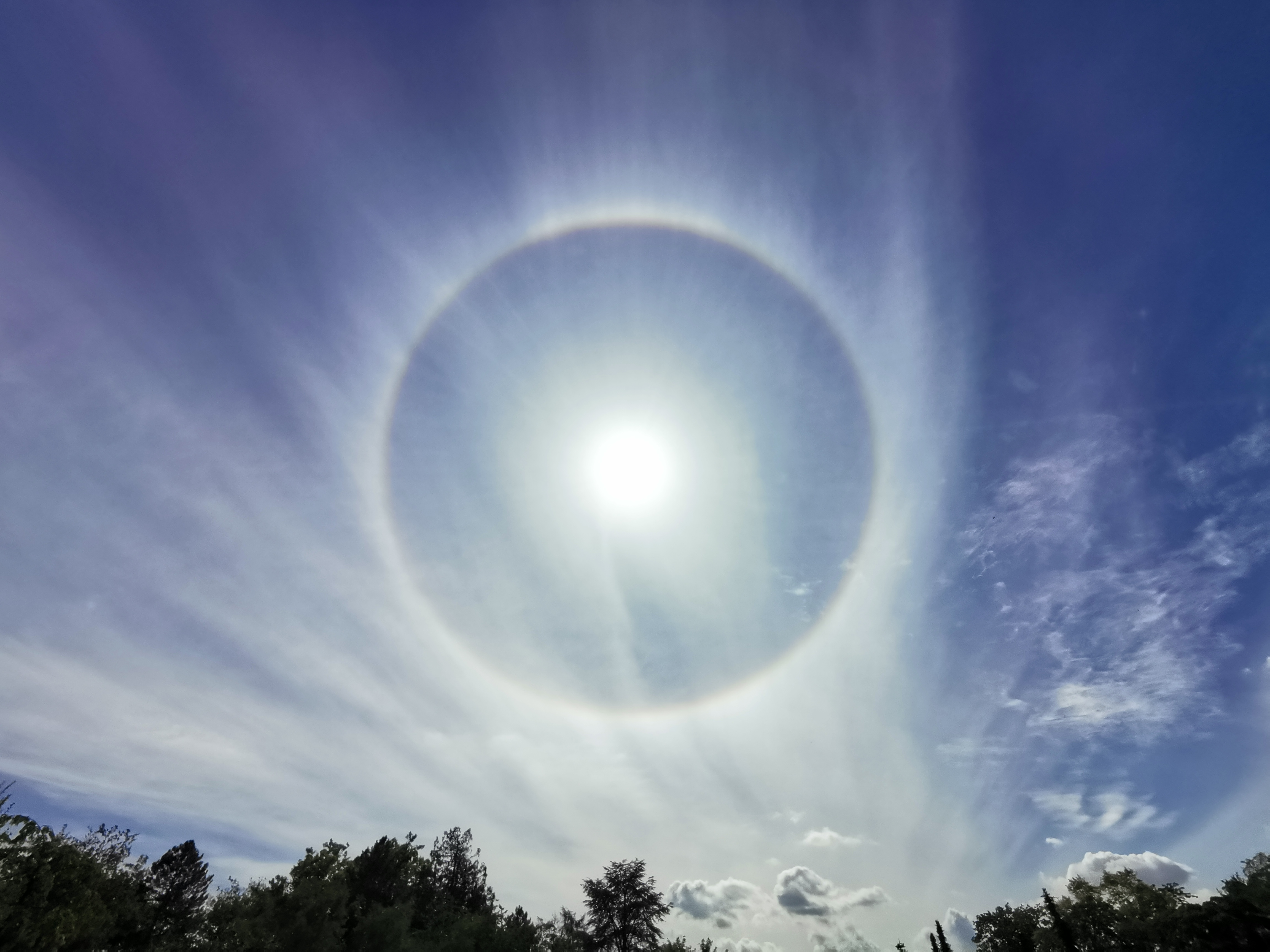
Halo de 22° autour du Soleil.

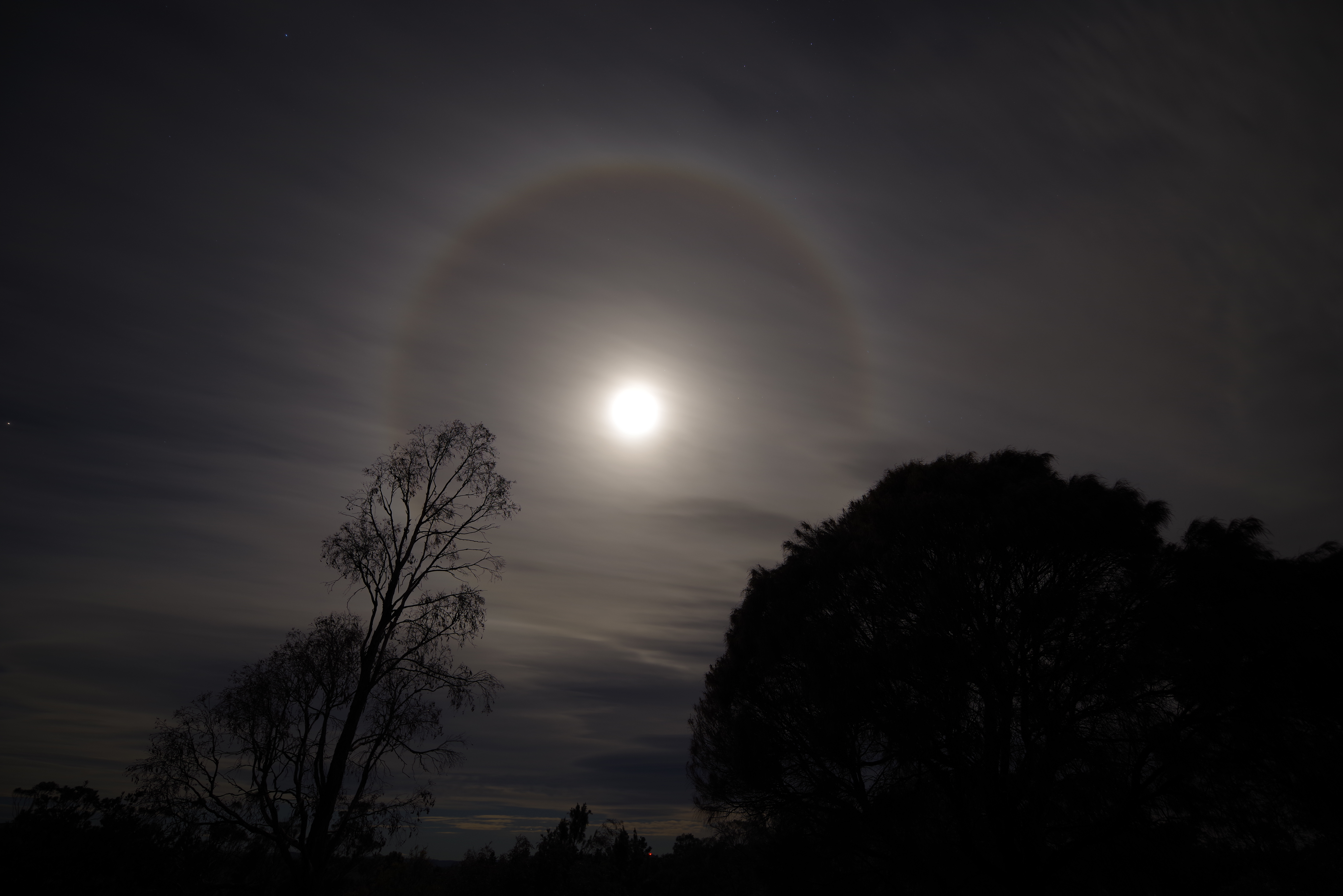
Halo de 22° autour de la Lune.

Le petit halo ou halo de 22° est un photométéore qui apparait comme un cercle lumineux autour du Soleil ou de la Lune à 22° de l'axe observateur-source. Il est causé par la double réfraction de la lumière provenant de ces sources et passant à travers une mince couche de cristaux de glace, comme ceux d'un cirrus.
Il existe un autre phénomène optique similaire appelé couronne, provenant de la diffraction de la lumière à travers des nuages minces ou une zone de gouttelettes de pluie, qui est plus coloré que le petit halo et de plus faible ouverture angulaire,.

## Formation

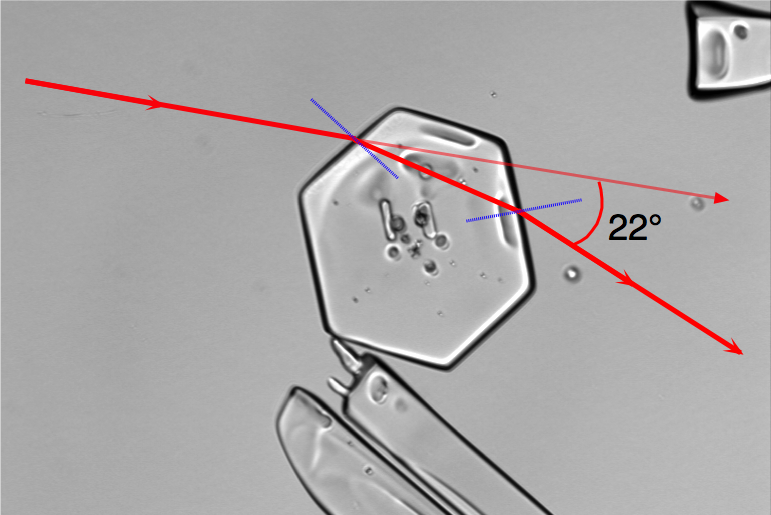
Cristal de glace (échantillon d'air prélevé à 3000 m au-dessus de l'antarctique). Les lignes rouges montrent une réfraction de la lumière de 22°, correspondant au petit halo

La déviation par les plaques hexagonales ne peut être vus qu'à 22°. Le groupe de cristaux d'où provient la lumière change avec la distance au nuage.

Ce halo naît quand la lumière du Soleil ou de la Lune passe à travers un cirrus ou un cirrostratus ayant des cristaux dont la forme principale est un prisme hexagonal de taille uniforme qui se forme à des températures inférieures à −15 °C. La trajectoire de la lumière se fait à travers les cristaux dont les faces forment un angle de 60 degrés. Le rayon incident dans le cas du petit halo entre par une des côtés de la colonne de cristal, subit une réfraction au changement de milieu et des réflexions internes avant de ressortir par une autre face latérale en subissant une seconde réfraction (image de gauche).
L'angle entre le rayon incident et celui qui émerge du cristal ne peut être en moyenne que de 21,84 degrés dans ce cas (en fait il va de 21,54 pour le rouge à 22,37 pour le bleu); c'est pourquoi le halo prend la forme d'une couronne de 22 degrés de rayon, très définie en son bord intérieur de tons de rouge et diffus en son bord extérieur en tons de bleu,.
L'image de droite montre que la lumière subit cette déviation dans toute l'étendue du nuage mais que seule la lumière provenant du groupe de cristaux à 22 degrés peut être perçue par un observateur. Ce groupe change avec la distance entre le nuage et l'observateur. Comme aucune lumière n'est réfractée à l'intérieur de 22°, le ciel y est généralement plus sombre.

## Signification météorologique
Le fait d'observer un halo nous permet de connaître immédiatement la température du nuage, l'état physique de l'eau, la taille, la forme et l'orientation des cristaux de glace. Puisqu'il est nécessaire d'avoir des nuages pour la formation des phénomènes de halos, leur présence indique aussi que l'air est humide en altitude. Comme les cirrus ne sont pas des nuages de pluie, les petits halos peuvent se former même s'il fait beau. Par contre, si les nuages épaississent rapidement et si des cirrostratus apparaissent, il est possible qu'un front chaud ou des orages approchent et que des nimbostratus donneront des précipitations plus tard.